# Bulgarische Marine
Die Bulgarische Marine (bulgarisch Военноморски сили на България) ist die Seestreitmacht der Streitkräfte der Republik Bulgarien.

## Geschichte
Am 12. August 1879 wird mit Unterstützung des russischen Kaiserreiches in der Stadt Rousse eine kleine Flottille für die Überwachung der Donau gebildet, welche aus vier kleinen Schiffen und weiteren Seefahrzeugen besteht. Im Jahr 1897 wird die Bulgarische Marine offiziell gegründet, mit Hauptquartier in der Stadt Warna. Die ersten bulgarischen Marineoffiziere werden an Militärschulen in Russland, Italien, Österreich-Ungarn und Frankreich ausgebildet. Während der Balkankriege (1912–1913) und des Ersten Weltkrieges nahm die Marine aktiv an Kampfhandlungen teil.
Große Bedeutung hatte die Flotte der Bulgarischen Marine auch in den Jahren des Kalten Krieges. So betrieb die Marine als Teil des Warschauer Paktes u. a. vier Romeo-Klasse (Projekt 633) U-Boote, sechs Poti-Klasse U-Boot-Jäger u. a. Die Flotte war damals deutlich größer als heute.

## Aufgaben
Die bulgarischen Seestreitkräfte haben den Auftrag, die territorialen Gewässer des Landes zu beschützen. Im Falle einer Krisensituation müssen sie in der Lage sein, Häfen und Küstengewässer zu verteidigen und mit den verbündeten Truppen zu kooperieren.

## Organisation und Stützpunkte

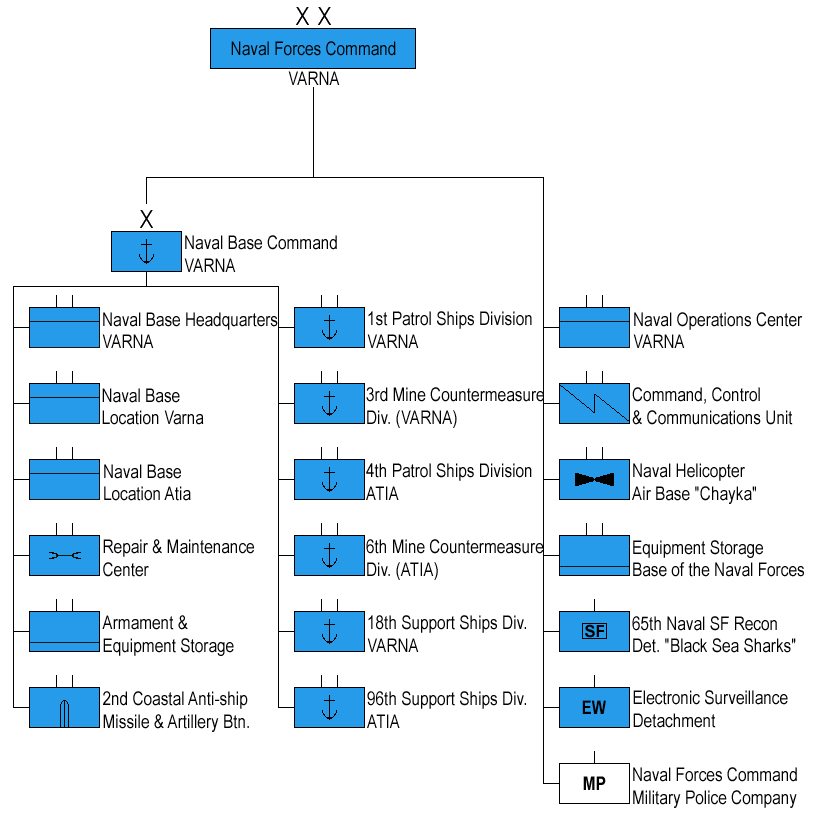
Organisationsstruktur der Bulgarischen Marine (Stand 2018)

Das Hauptquartier, der Marinefliegerhorst (siehe unten) und die Marineakademie befinden sich in Warna, der wichtigste Marinestützpunkt Burgas Naval Base in Burgas wird auch von der NATO genutzt. Weitere Stützpunkte befinden sich in Sozopol, Atiya, Balchik und Vidin an der Donau.
Als Hubschrauberbasis dient der Heliport Tschaika (ICAO: LBWC) bei Warna.

## Ausrüstung

### Flotte
Zur Erfüllung ihrer Aufgaben verfügt die Marine über vier Fregatten, drei Korvetten, neun Minensuchboote, diverse Hilfsschiffe und drei Hubschrauber.

#### Kampfeinheiten
| Schiffsklasse                      | Foto         | Herkunft               | Schiffe                                                    | Verdrängung | Anmerkungen                                                                                   |
| Fregatten                          | Fregatten    | Fregatten              | Fregatten                                                  | Fregatten   | Fregatten                                                                                     |
| ---------------------------------- | ------------ | ---------------------- | ---------------------------------------------------------- | ----------- | --------------------------------------------------------------------------------------------- |
| Wielingen                          |              | Belgien                | Drăzki (Дръзки) (41) Verni (Верни) (42) Gordi (Горди) (43) | 2200 t      | ehemalige Einheiten der belgischen Marine                                                     |
| Projekt 1159 (Koni-Klasse)         |              | Sowjetunion            | Smeli (Смели) (11)                                         | 1760 t      |                                                                                               |
| Korvetten                          |              |                        |                                                            |             |                                                                                               |
| Multipurpose Modular Patrol Vessel |              | Deutschland/ Bulgarien |                                                            | 2300 t      | Die zwei Schiffe sollen 2025 und 2026 geliefert werden. Der Preis beträgt 503 Millionen Euro. |
| Projekt 1241.2 (Pauk-Klasse)       |              | Sowjetunion            | Rešitelni (Решителни) (13) Bodri (Бодри) (14)              | 475 t       |                                                                                               |
| Projekt 1241.1 (Tarantul-Klasse)   | Beispielbild | Sowjetunion            | Mălnija (Мълния) (101)                                     | 469 t       |                                                                                               |

#### Minensuchboote
| Schiffsklasse                | Foto         | Herkunft             | Schiffe                                                                                 | Verdrängung | Anmerkungen                                                  |
| ---------------------------- | ------------ | -------------------- | --------------------------------------------------------------------------------------- | ----------- | ------------------------------------------------------------ |
| Tripartite                   | Beispielbild | Belgien/ Niederlande | Mesta (31) Tsibar (Цибър) (32) Struma (33)                                              | 605 t       | ehemalige Einheit der belgischen und niederländischen Marine |
| Projekt 1265 (Sonya-Klasse)  |              | Sowjetunion          | Briz (Бриз) (61) Shkval (Шква) (62) Priboi (Прибой) (63)                                | 460 t       |                                                              |
| Projekt 1259.2 (Olya-Klasse) |              | Sowjetunion          | К-н л-т Кирил Минков (53) К-н л-т Евстати Винаров (55) К-н І ранг Димитър Паскалев (56) | 64 t        | Flussminensuchboot drei weitere Einheiten in Reserve         |

#### Hilfsschiffe
| Schiffsklasse             | Foto         | Herkunft  | Schiffe                                                                | Verdrängung | Anmerkungen |
| ------------------------- | ------------ | --------- | ---------------------------------------------------------------------- | ----------- | ----------- |
| Projekt 650               |              | Bulgarien | Balchik (Балчик) (203) Akin (Акин) (303)                               | 1270 t      | Tanker      |
| Projekt 861 (Moma-Klasse) | Beispielbild | Polen     | Admiral Branimir Ormanow (401) Kapitän 1. Ranges Kiril Khalachew (201) | 1502 t      |             |

### Luftfahrzeuge
Die Marineflieger verfügten zur Zeit des NATO-Beitritts über zehn Mil Mi-14. Diese Hubschrauber sollten durch sechs Maschinen des Typs AS 565MB Panther ersetzt werden, wovon aber nach Budgetbeschränkungen nur drei angeschafft wurden. Nach dem Verlust einer dieser AS565, kam 2019 noch eine gebrauchte AS365N3+ Dauphin hinzu.
Die Bulgarische Marine verfügt Stand Ende 2019 damit über drei Hubschrauber.
| Luftfahrzeuge             | Bild                              | Herkunft   | Verwendung            | Version                          | Aktiv | Bestellt | Anmerkungen |
| ------------------------- | --------------------------------- | ---------- | --------------------- | -------------------------------- | ----- | -------- | ----------- |
| Eurocopter SA 360 Dauphin | Eurocopter AS565 MB, Beispielbild | Frankreich | Transporthubschrauber | AS565MB Panther AS365N3+ Dauphin | 2 1   |          |             |

### Küstenverteidigungskräfte
Die Küstenverteidigungskräfte setzen sich aus einem Bataillon (mit sechs SS-C-3 Styx) zehn Regimenter (mit insgesamt 20 Batterien) und drei Wachkompanien zusammen.

## Dienstgrade

### Offiziere
| Dienstgradgruppe        | Flaggoffiziere | Flaggoffiziere | Flaggoffiziere | Flaggoffiziere    | Stabsoffiziere                     | Stabsoffiziere                      | Stabsoffiziere                       | Subalternoffiziere | Subalternoffiziere   | Subalternoffiziere | Subalternoffiziere               |
| ----------------------- | -------------- | -------------- | -------------- | ----------------- | ---------------------------------- | ----------------------------------- | ------------------------------------ | ------------------ | -------------------- | ------------------ | -------------------------------- |
| Schulterklappen         |                |                |                |                   |                                    |                                     |                                      |                    |                      |                    |                                  |
| Dienstgrad              | Адмирал        | Вицеадмирал    | Контраадмирал  | Флотилен адмира   | Капитан I ранг (Kapitän 1. Ranges) | Капитан II ранг (Kapitän 2. Ranges) | Капитан III ранг (Kapitän 3. Ranges) | Капитан-лейтенант  | Старши лейтенант     | Лейтенант          | младши лейтенант (Unterleutnant) |
| Dienstgrad (Bundeswehr) | Admiral        | Vizeadmiral    | Konteradmiral  | Flottillenadmiral | Kapitän zur See                    | Fregattenkapitän                    | Korvettenkapitän                     | Kapitänleutnant    | Oberleutnant zur See | Leutnant zur See   | keine Entsprechung               |
| NATO-Rangcode           | OF-9           | OF-8           | OF-7           | OF-6              | OF-5                               | OF-4                                | OF-3                                 | OF-2               | OF-1                 | OF-1               | OF-1                             |

### Unteroffiziere und Mannschaften
| Dienstgradgruppe        | Unteroffiziere     | Unteroffiziere | Unteroffiziere  | Mannschaften             | Mannschaften      | Mannschaften                       | Mannschaften |
| ----------------------- | ------------------ | -------------- | --------------- | ------------------------ | ----------------- | ---------------------------------- | ------------ |
| Schulterklappen         |                    |                |                 |                          |                   |                                    |              |
| Dienstgrad              | Офицерски кандидат | Мичман         | Главен старшина | Старшина 1 степен        | Старшина 2 степен | Старши матрос                      | Матрос       |
| Dienstgrad (Bundeswehr) | Oberstabsbootsmann | Stabsbootsmann | Hauptbootsmann  | Oberbootsmann/ Bootsmann | Obermaat/ Maat    | Oberstabsgefreiter/ Stabsgefreiter | Matrose      |
| NATO-Rangcode           | OR-9               | OR-8           | OR-7            | OR-6                     | OR-5              | OR-4                               | OR-1         |